# Internationale Cricket-Saison 1997
Die internationale Cricket-Saison 1997 fand zwischen Mai 1997 und September 1997 statt. Als Sommersaison wurden vorwiegend Heimspiele der Mannschaften aus Europa ausgetragen.

## Überblick

### Internationale Touren
| Beginn             | Heimteam            | Auswärtsteam | Resultate | Resultate | Artikel |
| Beginn             | Heimteam            | Auswärtsteam | Test      | ODI       | Artikel |
| ------------------ | ------------------- | ------------ | --------- | --------- | ------- |
| 5. Juni 1997       | England             | Australien   | 2–3 [6]   | 3–0 [3]   | Artikel |
| 13. Juni 1997      | West Indies         | Sri Lanka    | 1–0 [2]   | 1–0 [1]   | Artikel |
| 2. August 1997     | Sri Lanka           | Indien       | 0–0 [2]   | 3–0 [3]   | Artikel |
| 13. September 1997 | Indien vs. Pakistan |              | 4–1 [5]   | Artikel   |         |

### Internationale Turniere
| Beginn        | Turnier                     | Land      |
| ------------- | --------------------------- | --------- |
| 9. Mai 1997   | Pepsi Independence Cup 1997 | Indien    |
| 14. Juli 1997 | Asia Cup 1997               | Sri Lanka |

### Internationale Touren (Frauen)
| Beginn          | Heimteam | Auswärtsteam | Resultate | Artikel |
| Beginn          | Heimteam | Auswärtsteam | WODI      | Artikel |
| --------------- | -------- | ------------ | --------- | ------- |
| 5. Juli 1997    | Dänemark | Niederlande  | 0–2 [2]   | Artikel |
| 5. August 1997  | Irland   | Südafrika    | 0–3 [3]   | Artikel |
| 15. August 1997 | England  | Südafrika    | 2–1 [1]   | Artikel |

## Nationale Meisterschaften
Aufgeführt sind die nationalen Meisterschaften der Full Member des ICC.
| Land    | First-Class                | List A                                |
| ------- | -------------------------- | ------------------------------------- |
| England | County Championship 1997   | National Westminster Bank Trophy 1997 |
|         | Axa Life League 1997       |                                       |
|         | Benson and Hedges Cup 1997 |                                       |